# Kingpin (серия комиксов, 2017)
Kingpin — ограниченная серия комиксов, которую в 2017 году издавала компания Marvel Comics.

## Синопсис
Уилсон Фиск оставляет криминальное прошлое и должен возродить свой общественный имидж.

### Выпуски
| № | Дата выхода    | Оценка на Comic Book Roundup    | Предполагаемый объём продаж (первый месяц) |
| - | -------------- | ------------------------------- | ------------------------------------------ |
| 1 | 8 февраля 2017 | 8,3 из 10 на основе 18 рецензий | 36 095, позиция в Северной Америке — 58    |
| 2 | 8 марта 2017   | 8,1 из 10 на основе 6 рецензий  | 24 789, позиция в Северной Америке — 99    |
| 3 | 12 апреля 2017 | 8,4 из 10 на основе 3 рецензий  | 13 765, позиция в Северной Америке — 147   |
| 4 | 10 мая 2017    | 9 из 10 на основе 1 рецензии    | 12 110, позиция в Северной Америке — 189   |
| 5 | 14 июня 2017   | 8 из 10 на основе 1 рецензии    | 11 218, позиция в Северной Америке — 196   |

### Сборники
| Название              | Тип            | Дата выхода      | Собранный материал | Кол-во страниц | ISBN                      | Предполагаемый объём продаж (первый месяц) |
| --------------------- | -------------- | ---------------- | ------------------ | -------------- | ------------------------- | ------------------------------------------ |
| Kingpin: Born Against | Мягкая обложка | 13 сентября 2017 | Kingpin #1-5       | 112            | 9781302905705, 1302905708 | 1 256, позиция в Северной Америке — 70     |

## Отзывы
На сайте Comic Book Roundup серия имеет оценку 8,4 из 10 на основе 29 рецензий. Джесс Шедин из IGN дал первому выпуску 7,7 балла из 10 и написал, что «это хорошее начало для последнего комикса Marvel, посвящённого злодеям». Джек Фишер из PopMatters поставил дебюту оценку 6 из 10 и посчитал, что он «создаёт большой долгосрочный потенциал». Джастин Патридж из Newsarama дал первому выпуску 10 баллов из 10 и похвалил художников.